# Матільда Йоганссон
Матільда Йоганссон (швед. Mathilde Johansson; нар. 28 квітня 1985, Гетеборг, Швеція) — колишня французька тенісистка шведського походження.
Найвищу одиночну позицію рейтингу WTA — ранг 59 досягнула 6 квітня 2009 року.
Завершила кар'єру 2016 року.

## Фінали турнірів WTA

### Одиночний розряд: 2 (2 поразки)
| Перемога – Легенда                           |
| -------------------------------------------- |
| Турніри Великого шолома (0–0)                |
| Турніри WTA Tour (0–0)                       |
| Tier I / Premier Mandatory & Premier 5 (0–0) |
| Tier II / Premier (0–0)                      |
| Tier III, IV & V / International (0–2)       |

| Титули за покриттям |
| ------------------- |
| Тверде (0–0)        |
| Трава (0–0)         |
| Ґрунт (0–2)         |
| Килим (0–0)         |

| Результат | W–L | Дата | Турнір                              | Tier          | Покриття | Опонент              | Рахунок       |
| --------- | --- | ---- | ----------------------------------- | ------------- | -------- | -------------------- | ------------- |
| Поразка   | 0–1 | 2011 | Copa Colsanitas Santander, Колумбія | International | Ґрунт    | Лурдес Домінгес Ліно | 6–2, 3–6, 2–6 |
| Поразка   | 0–2 | 2012 | Swedish Open, Швеція                | International | Ґрунт    | Полона Герцог        | 6–0, 4–6, 5–7 |

## Фінали ITF (15–8)

### Одиночний розряд (14–6)
| Легенда          |
| ---------------- |
| Турніри $100,000 |
| Турніри $75,000  |
| Турніри $50,000  |
| Турніри $25,000  |
| Турніри $15,000  |
| Турніри $10,000  |

| Фінали за покриттям |
| ------------------- |
| Тверде (5–2)        |
| Ґрунт (9–4)         |
| Трава (0–0)         |
| Килим (0–0)         |

| Результат | Ранг | Дата              | Турнір                 | Покриття   | Опонент              | Рахунок            |
| --------- | ---- | ----------------- | ---------------------- | ---------- | -------------------- | ------------------ |
| Поразка   | 1.   | 24 червня 2001    | Алжир (місто), Алжир   | Ґрунт      | Зузана Кучова        | 3–6, 3–6           |
| Перемога  | 2.   | 1 липня 2001      | Алжир (місто)          | Ґрунт      | Isabel Collischonn   | 6–2, 6–3           |
| Поразка   | 2.   | 21 листопада 2004 | Пуебла (штат), Мексика | Тверде     | Маріана Діас-Оліва   | 3–6, 1–6           |
| Перемога  | 2.   | 3 липня 2005      | Мон-де-Марсан, Франція | Ґрунт      | Наталія Гуссоні      | 3–6, 6–4, 6–4      |
| Поразка   | 3.   | 17 липня 2005     | Віттель, Франція       | Ґрунт      | Ганна Ноні           | 2–6, 2–6           |
| Перемога  | 3.   | 30 жовтня 2005    | Мехіко                 | Тверде     | Флоранс Аренг        | w/o                |
| Перемога  | 4.   | 5 листопада 2006  | Мехіко                 | Тверде     | Larissa Carvalho     | 6–1, 7–6(9–7)      |
| Перемога  | 5.   | 12 листопада 2006 | Мехіко                 | Тверде     | Івонн Мойсбургер     | 7–5, 6–2           |
| Перемога  | 6.   | 10 лютого 2008    | Калі (місто), Колумбія | Ґрунт      | Катерина Шулаєва     | 3–6, 6–0, 6–1      |
| Перемога  | 7.   | 27 липня 2008     | Петанж, Люксембург     | Ґрунт      | Рената Ворачова      | 2–6, 7–5, 7–5      |
| Перемога  | 8.   | 13 червня 2010    | Будапешт, Угорщина     | Ґрунт      | Тімеа Бабош          | 6–7(4–7), 6–1, 6–0 |
| Перемога  | 9.   | 20 червня 2010    | Монпельє, Франція      | Ґрунт      | Клер де Губернатіс   | 5–7, 6–4, 6–2      |
| Перемога  | 10.  | 25 липня 2010     | Петанж                 | Ґрунт      | Моніка Нікулеску     | 6–3, 6–3           |
| Перемога  | 11.  | 19 вересня 2010   | Софія, Болгарія        | Ґрунт      | Карла Суарес Наварро | 6–4, 3–1 ret.      |
| Поразка   | 4.   | 9 жовтня 2010     | Джунія, Ліван          | Ґрунт      | Петра Цетковська     | 1–6, 3–6           |
| Перемога  | 12.  | 18 липня 2011     | Петанж                 | Тверде     | Петра Цетковська     | 7-5, 6-3           |
| Поразка   | 5.   | 5 квітня 2015     | Круассі-Бобур, Франція | Тверде (i) | Маргарита Гаспарян   | 3–6, 4–6           |
| Поразка   | 6.   | 21 червня 2015    | Істад, Швеція          | Ґрунт      | Ребекка Петерсон     | 2–6, 1–6           |
| Перемога  | 13.  | 28 червня 2015    | Періге, Франція        | Ґрунт      | Хлое Паке            | 6−4, 6−2           |
| Перемога  | 14.  | 8 листопада 2015  | Нант, Франція          | Тверде (i) | Андрея Міту          | 6−3, 6−4           |

### Парний розряд (1–2)
| Легенда          |
| ---------------- |
| Турніри $100,000 |
| Турніри $75,000  |
| Турніри $50,000  |
| Турніри $25,000  |
| Турніри $15,000  |
| Турніри $10,000  |

| Фінали за покриттям |
| ------------------- |
| Тверде (1–1)        |
| Ґрунт (0–1)         |
| Трава (0–0)         |
| Килим (0–0)         |

| Результат | Ранг | Дата           | Турнір                 | Покриття   | Партнер          | Опоненти                            | Рахунок            |
| --------- | ---- | -------------- | ---------------------- | ---------- | ---------------- | ----------------------------------- | ------------------ |
| Перемога  | 14.  | 21 червня 2004 | Orestiada, Греція      | Тверде     | Орелі Веді       | Belen Karbalai Luciana Sarmento     | 6–0, 6–0           |
| Поразка   | 1.   | 4 липня 2009   | Кунео, Італія          | Ґрунт      | Петра Цетковська | Акгуль Аманмурадова Дар'я Кустова   | 7–5, 1–6, [7–10]   |
| Поразка   | 2.   | 4 квітня 2015  | Круассі-Бобур, Франція | Тверде (i) | Жюлі Куен        | Джоселін Рей Анна Сміт (тенісистка) | 6–7(5–7), 6–7(2–7) |

## Досягнення в одиночних змаганнях
| Відкритий чемпіонат Австралії з тенісу | A   | A   | A   | К2р | К1р | 1р  | 2р  | К1р | 1р  | 1р  | 1р  | К2р | К1р | К1р | 1–5   |
| French Open                            | К1р | A   | 1р  | 2р  | 2р  | 2р  | 1р  | 1р  | 1р  | 3р  | 2р  | 1р  | 1р  | К2р | 6–11  |
| Вімблдонський турнір                   | A   | A   | A   | К1р | К3р | 1р  | 2р  | A   | 2р  | A   | 2р  | К2р | A   | A   | 3–4   |
| Відкритий чемпіонат США з тенісу       | A   | A   | К1р | К2р | 1р  | К3р | 1р  | К1р | 1р  | 1р  | 1р  | A   | К1р | A   | 0–5   |
| Перемоги-Поразки                       | 0–0 | 0–0 | 0–1 | 1–1 | 1–2 | 1–3 | 2–4 | 0–1 | 1–4 | 2–3 | 2–4 | 0–1 | 0–1 | 0–0 | 10–25 |
| Рік-End Championship                   |     |     |     |     |     |     |     |     |     |     |     |     |     |     |       |
| Чемпіонат WTA                          | A   | A   | A   | A   | A   | A   | A   | A   | A   | A   | A   | A   | A   | A   | 0–0   |

## Досягнення в парному розряді
| Турнір                           | 2003 | 2004 | 2005 | 2006 | 2007 | 2008 | 2009 | 2010 | 2011 | 2012 | 2013 | 2014 | 2015 | 2016 | W–L  |
| -------------------------------- | ---- | ---- | ---- | ---- | ---- | ---- | ---- | ---- | ---- | ---- | ---- | ---- | ---- | ---- | ---- |
| Australian Open                  |      |      |      |      |      |      | 1р   |      |      | 1р   | 2р   |      |      |      | 1–3  |
| French Open                      | 1р   |      | 1р   | 1р   | 2р   | 2р   | 2р   | 1р   | 1р   | 1р   | 2р   | 1р   | 1р   | 2р   | 5–13 |
| Вімблдонський турнір             |      |      |      |      |      |      |      |      | 1р   |      |      |      |      |      | 0–1  |
| Відкритий чемпіонат США з тенісу |      |      |      |      |      |      |      |      | 1р   | 1р   |      |      |      |      | 0–2  |
| Перемоги-Поразки                 | 0–1  | 0–0  | 0–1  | 0–1  | 1–1  | 1–1  | 1–2  | 0–1  | 0–3  | 0–3  | 2–2  | 0–1  | 0–1  | 1–1  | 6–19 |